# 都筑 (パチンコチェーン)
株式会社都筑（つづき、英: TSUZUKI corp.）は、愛知県豊田市に本社を置くパチンコホールのチェーン事業を行う企業。

## 概要
1947年に愛知県挙母町（現 豊田市）で製パン業者として創業し、1949年頃に「僕のエーパン」を開設し遊技場経営に乗り出す。1968年に法人改組し株式会社都筑を設立。
愛知県と岐阜県でパチンコホール「APAN CLUB」をチェーン展開する他、「ミスタードーナツ」「ザ・どん」などの飲食事業も行っている。

## 店舗

### パチンコホール
豊田市
- APAN CLUB 山ノ手店
- APAN CLUB '92
- APAN CLUB トガリ店
- APAN CLUB 上野店
- APAN CLUB WCS
- APAN CLUB ハイ-ブリっヂ
- GREEN OASIS（スロット専門店）
- APAN CLUB リブレー遊援館
- APAN CLUB 248
- A-HOUSE PLUMPLACE

日進市
- 僕のAPAN 日進店

知立市
- APAN CLUB 弘法通り店

瀬戸市
- リブレ 尾張瀬戸

美濃加茂市
- 僕のAPAN 美のかも店

## 関連会社
- 株式会社ツヅキ
- 株式会社裕都